# Brandomil
Brandomil (llamada oficialmente San Pedro de Brandomil) es una parroquia y una aldea española del municipio de Zas, en la provincia de La Coruña, Galicia.

## Toponimia
El término Brandomil forma parte del conjunto de topónimos de origen suevo.

## Historia
Las últimas teorías arqueológicas sitúan aquí el enclave romano de Claudionerium. En cualquier caso, el enclave de Brandomil, a orillas del río Xallas, posee una larga historia que se remonta a tiempos prerromanos, como atestiguan los restos de un castro celta sobre el río, evidenciando una ocupación temprana del territorio.
Posteriormente, durante la época romana, Brandomil se convirtió en un importante centro de explotación de oro y estaño, siendo uno de los enclaves más occidentales del Imperio.
La abundancia de recursos atrajo a mineros, comerciantes y funcionarios, convirtiendo a la localidad en un punto estratégico dentro de la red comercial romana. Se ha sugerido que la Vía XX «per loca marítima» pudo haber pasado por Brandomil, facilitando el transporte de minerales y explicando la riqueza de hallazgos arqueológicos como capiteles, aras votivas y vasijas.
De hecho, se han identificado las ruinas de una villa romana, considerada el núcleo urbano más occidental del Imperio, con dos fases principales de ocupación entre los siglos I y V d. C.
Además, esta parroquia sirvió al poeta gallego Eduardo Pondal para dar nombre al héroe celta que protagonizaba varios de sus textos.

## Entidades de población
Entidades de población que forman parte de la parroquia:
- Calabanda (Acalabanda)
- Lagoa (A Lagoa)
- Brandomil
- Limideiro
- Padreiro
- Pudenza
- Quintáns

## Demografía

### Parroquia
| Gráfica de evolución demográfica de Brandomil (parroquia) entre 2000 y 2019 |
|                                                                             |
| Datos según el nomenclátor publicado por el INE.                            |

### Aldea
| Gráfica de evolución demográfica de Brandomil (aldea) entre 2000 y 2019 |
|                                                                         |
| Datos según el nomenclátor publicado por el INE.                        |

## Patrimonio
Brandomil es famoso por su puente, mal denominado romano, ya que presenta características propias del siglo XVI.